# David Gottlieb (Mathematiker)
David I. Gottlieb (* 14. November 1944 Tel Aviv; † 6. Dezember 2008) war ein israelischer Mathematiker, der sich mit numerischer Analysis befasste.

## Leben
Gottlieb nahm am israelisch-arabischen Krieg 1967 teil und studierte (nachdem er die Anmeldung für das Studium der Geschichte verpasst hatte) Mathematik an der Universität Tel Aviv, an der er 1972 bei Saul Abarbanel promoviert wurde (High order accuracy finite difference schemes for hyperbolic systems). Er war an der Universität der erste Doktorand in Mathematik. Thema der Dissertation waren Differenzenverfahren für nichtlineare partielle Differentialgleichungen (PDE). Als Post-Doktorand ging er ans Massachusetts Institute of Technology zu Gilbert Strang, wo er Steven Orszag traf, mit dem er über spektrale Methoden bei PDE´s zusammenarbeitete, was zu ihrem Standardwerk von 1977 führte. 1974 war er am Institute for Computer Applications in Science and Engineering (ICASE) der NASA (wohin er später häufig zurückkehrte) und ab 1976 lehrte er als Senior Lecturer und ab 1982 mit voller Professur an der Universität Tel Aviv, an der er 1983 bis 1985 der Fakultät für Mathematik vorstand. Ab 1985 war er Professor an der Brown University, ab 1993 als Ford Foundation Professor und 1996 bis 1999 als Vorstand der Abteilung Angewandte Mathematik. Er starb an Nierenkrebs, der zuerst 1997 diagnostiziert worden war.
Neben spektralen Methoden bei PDE befasste er sich mit Differenzenschemen höherer Ordnung, dem Gibbs-Phänomen, der Perfectly Matched Layer Method (PML) absorbierender Randbedingungen von Berenger, Numerik verschiedener hydrodynamischer Probleme (wie Shock Capturing Methoden) und Galerkin Methoden. Er hatte 22 Doktoranden.
2008 war er John von Neumann Lecturer (The effect of local features on global expansions). Er war Ehrendoktor der Universität Uppsala (1996) und der Universität Paris VI (1994) und Mitglied der National Academy of Sciences (2007) und der American Academy of Arts and Sciences (2008).
Er war Mitherausgeber des SIAM Journal on Numerical Analysis, SIAM Journal on Scientific Computing und des Journal of Scientific Computing. 1989 war er einer der Gründer der ICOSAHOM Konferenzen (International Conference on Spectral and Higher Order Methods).
Er war verheiratet und hatte drei Kinder. Seine Tochter Sigal Gottlieb ist ebenfalls Mathematikerin, mit der er ein Buch schrieb.

## Schriften
- mit Steven Orszag Numerical Analysis of Spectral Methods: Theory and Applications, SIAM 1977
- mit J. Hesthaven, Sigal Gottlieb Spectral methods for Time Dependent Problems, Cambridge University Press 2006